# Karl-Heinz Kunde
Karl-Heinz Kunde (ur. 6 stycznia 1938 w Kolonii, zm. 15 stycznia 2018 tamże) – niemiecki kolarz szosowy. Karl rozpoczął swoją profesjonalną karierę w 1962 roku występując wówczas w barwach ekipy Africola. Jego największym sukcesem w karierze było noszenie przez pięć dni żółtej koszulki lidera Tour de France w roku 1966.
Przez cała swoją karierę Karl wystąpił w pięciu edycjach Tour de France. Ze względu na swój niewielki wzrost Karl otrzymał pseudonim „Karl krótki”. Oprócz tego pseudonimu francuscy dziennikarz nadali mu przydomek „Le petit Kunde” a francuski kolarz szosowy Jacques Anquetil nazywał Karla, „Mikrobem”.
Karl-Heinz Kunde zakończył swoją karierę kolarza w 1973 roku w wieku 35 lat. Po przejściu na sportową emeryturę Karl otworzył sklep z rowerami w Kolonii.

## Sukcesy
- Mistrz Niemiec w kolarstwie szosowym z 1961 roku
- 16. miejsce w klasyfikacji generalnej Tour de France 1964
- 11. miejsce w klasyfikacji generalnej Tour de France 1965
- 9. miejsce w klasyfikacji generalnej Tour de France 1966